# Ginnasio Gian Rinaldo Carli
Il Ginnasio Gian Rinaldo Carli (in sloveno Gimnazija Gian Rinaldo Carli) è una scuola pubblica per la minoranza italiana a Capodistria in Slovenia. La scuola fu istituita nel 1612 e riaperta nel 1848.